# Chapelle Saint-Denis de Bagnols-en-Forêt
La chapelle Saint-Denis est située sur la commune de Bagnols-en-Forêt, dans le département du Var.

## Histoire
Une première chapelle est édifiée à cet endroit au VIIIe siècle, sur les ruines d'une villa gallo-romaine. Rasée par des invasions pyrazines, elle est reconstruite au XIe siècle, puis agrandie au XVe siècle, à la suite de l'arrivée de population ligure dans le village. 
La chapelle est inscrite au titre des monuments historiques depuis le 15 mai 1974.

## Bâtiment
Édifice de style roman provençal, il conserve de la construction du XIe siècle l'abside, éclairé d'un fenestron. L'actuelle nef est due à l'agrandissement du XVe siècle. Elle est décorée d'une fresque, qui date de cette époque.